# Mark Stockwell
Mark Stockwell (n. 5 iulie 1963, Brisbane, Queensland, Australia) este un înotător ce a reprezentat Australia, medaliat olimpic. A participat la o ediție a Jocurilor Olimpice (1984) în care a câștigat 3 medalii de argint și o medalie de bronz.